# Bandeira de Braço do Norte

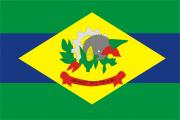
Bandeira de Braço do Norte

A lei nº 66/70, de 15 de setembro de 1970, assinada pelo então prefeito Wilson Westphal e seu secretário Bento Joaquim Rogério, criou as armas e a bandeira do município de Braço do Norte nos seguintes termos:
- Artigo 1º. Ficam criadas as armas e a bandeira de Braço do Norte.
- Artigo 2º. As armas constituirão em um escudo bordado com o interior verde, dividido por uma faixa de cor azul, anteposto ao qual estará uma engrenagem em cinza claro, uma serra circular de cor cinza escuro, uma espiga de milho, folhas de fumo, raízes de mandioca e ramo frutificado de laranjas, nas cores naturais, o símbolo do comércio em sua cor definida, na parte inferior, uma faixa vermelha flutuando com o dístico Braço do Norte, escrito em letras brancas.
- Artigo 3º. A bandeira do município compor-se-á de duas faixas verdes e uma azul disposta horizontalmente, com um losango central de 0,80m x 0,50m, compreendendo o emblema do município.

Parágrafo único - As dimensões da bandeira são 1,20 m x 0,90 m de largura.